# Josep Huguet
Josep Huguet i Biosca (Manresa, 8 de marzo de 1951) es un político español, diputado en el Parlamento de Cataluña por Esquerra Republicana desde 1995.

## Formación y desarrollo político
Huguet es ingeniero industrial por la Escuela de Ingenieros Superiores de Tarrasa, y licenciado en Historia contemporánea por la Universidad Autónoma de Barcelona. En su carrera profesional fue director de una empresa de ingeniería. Ha realizado, también, una intensa labor docente: ha sido profesor (1976-1982) y director (1976-1980) de la Escuela de Formación Profesional de Sallent, profesor (1982-1995) y miembro del equipo directivo del Instituto Lacetània de Manresa (1983-1987). Entre 1989 y 1994 fue profesor de la Universidad Catalana de Verano.
Integrado en el movimiento escultista (1966-1975), ha sido miembro de la Crida a la Solidaritat en Defensa de la Llengua, la Cultura i la Nació Catalanes, y del Centro Internacional Escarré para las Minorías Étnicas y Nacionales (CIEMEN). Afiliado a la Confederació Sindical de Catalunya de 1980 a 1994, actualmente es miembro de la Unió Sindical de Treballadors de l’Ensenyament de Catalunya (USTEC).
Fundador de la Unió Socialista del Bages de 1970 al 1977, fue militante y directivo del Partit Socialista d'Alliberament Nacional (Cataluña), entre 1973 y 1980 y, posteriormente, de Nacionalistes d'Esquerra y de la Entesa dels Nacionalistes d'Esquerra (1980-1989). Ha sido fundador de buena parte de estos movimientos (Unió Socialista del Bages, Assemblea Democràtica del Bages, Nacionalistes d’Esquerra, Crida a la Solidaritat, etc.). Desde 1989 está afiliado a Esquerra Republicana (ERC), donde ha ocupado diversos cargos ejecutivos.
Representante de Esquerra Republicana en la Comisión Mixta de Transferencias entre el Estado y la Generalidad de Cataluña entre 1993 y 1995, diputado de dicha formación en el Parlamento de Cataluña desde 1995 y portavoz del Grupo de ERC en la cámara entre 1999 y 2004. El 15 de octubre de 2004 fue nombrado Consejero de Comercio, Turismo y Consumo del Gobierno de la Generalidad con Pasqual Maragall y, entre 2006 y 2010, fue Consejero de Innovación, Universidades y Empresa con José Montilla.
Es autor de diversos libros. Entre los últimos destaca, como coautor, "Catalunya, societat massa limitada".